# Pediana longbottomi
Pediana longbottomi är en spindelart som beskrevs av Hirst 1996. Pediana longbottomi ingår i släktet Pediana och familjen jättekrabbspindlar.
Artens utbredningsområde är Western Australia. Inga underarter finns listade i Catalogue of Life.